# 王宝良
王宝良（1949年—），辽宁铁岭人，汉族，中华人民共和国政治人物、第十一届全国人民代表大会黑龙江地区代表。
毕业于黑龙江大学经济专业，是中共党员。担任牡丹江市人大常委会主任。2008年起担任全国人大代表。